# Antonín Slavíček
Antonín Slavíček est un peintre impressionniste tchèque né le 16 mai 1870 à Prague et mort le 1er février 1910 dans la même ville. Il est principalement connu pour ses paysages.

## Liste d'œuvres
- Iris (étude), huile sur carton, 1893
- Hostišov, huile sur toile, 1902, Galerie nationale, Prague
- Prague vue de Ládvi (esquisse), huile sur toile, 1908, Galerie nationale, Prague
- Saint-Guy, huile sur toile, 1908, Galerie nationale, Prague
- La Route de Žamberk, huile sur toile, 1909, Galerie nationale, Prague

## Galerie

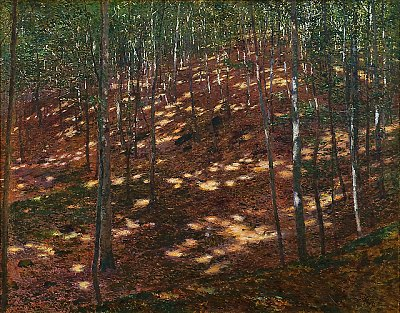
Soleil dans la forêt
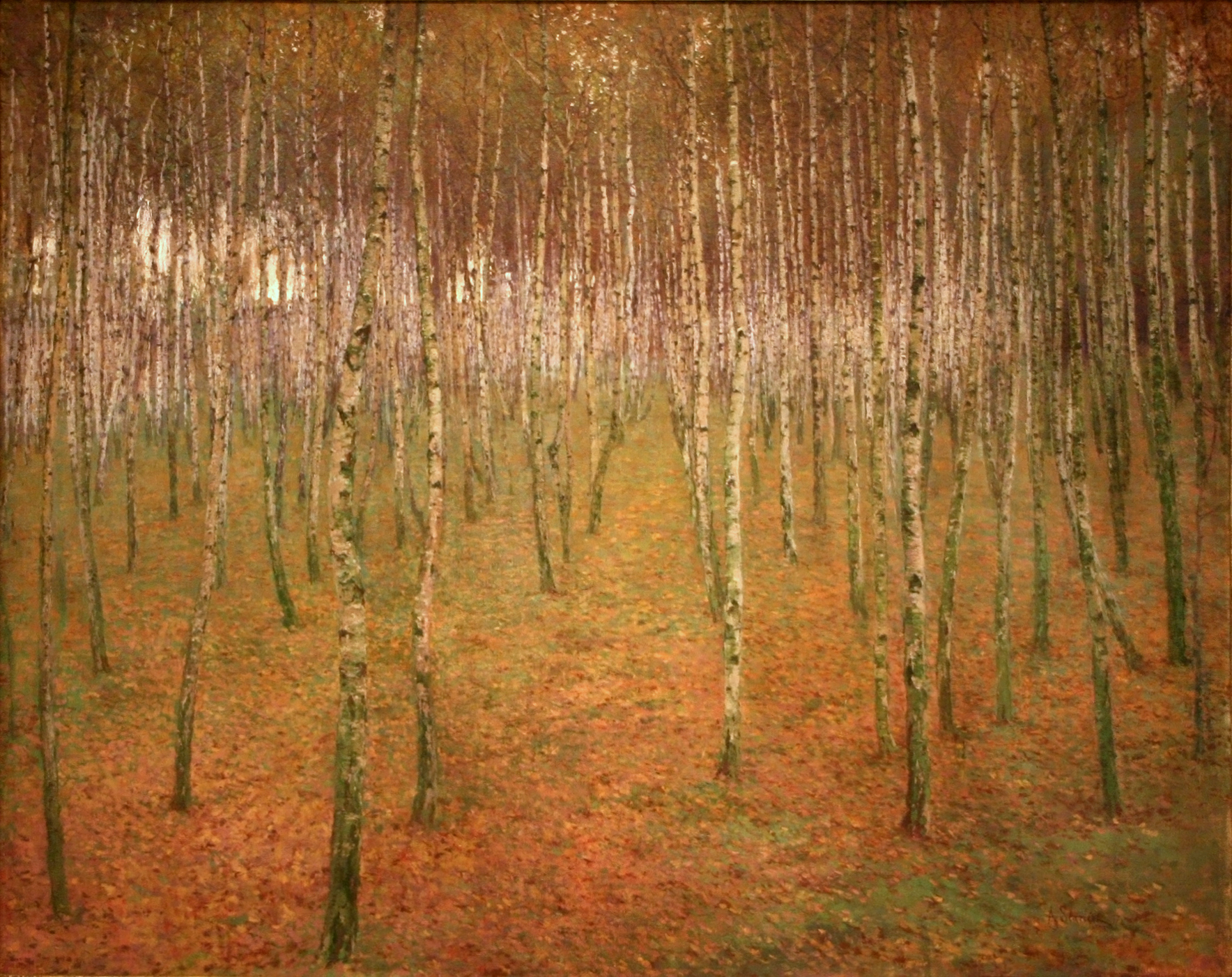
Bouleaux
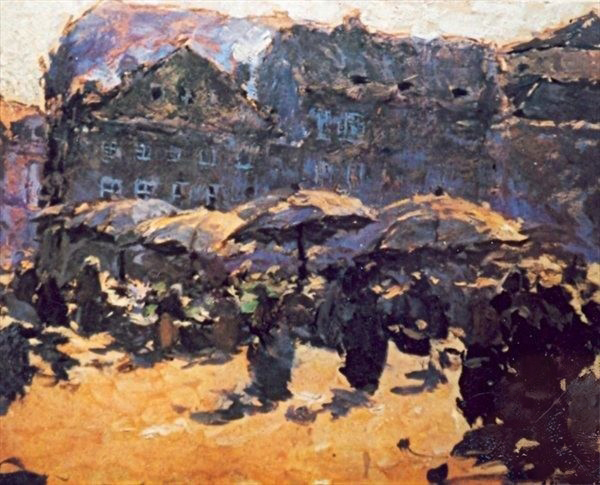
Prague, Marché au charbon, collections du château de Prague (1908).